# Tacparia darlingtoni
Tacparia darlingtoni är en fjärilsart som beskrevs av Lemmer 1937. Tacparia darlingtoni ingår i släktet Tacparia och familjen mätare. Inga underarter finns listade i Catalogue of Life.